# Лебяжий (Башкортостан)
Лебяжий (баш. Лебяжий) — село в Уфимском районе Республики Башкортостан Российской Федерации. Входит в состав Зубовского сельсовета.

## География

### Географическое положение
Расстояние до:
- районного центра (Уфа): 10 км,
- центра сельсовета (Зубово): 2 км,
- ближайшей ж/д станции (Уршак): 6 км

## Население
| 2002 | 2009 | 2010 |
| ---- | ---- | ---- |
| 146  | ↗222 | ↗290 |

Национальный состав
Согласно переписи 2002 года, преобладающие национальности — русские (38 %), татары (29 %).
Согласно переписи 2020 года, преобладающая национальность — русские (43,7 %), татары (33 %), башкиры (15,9 %).